# Zwarte klauwierkraai
De zwarte klauwierkraai (Strepera fuliginosa) is een endemische vogelsoort uit Tasmanië (Australië) uit de familie Artamidae (spitsvogels).

## Herkenning
Het is een grote kraai-achtige vogel die  gemiddeld 47 cm lang is. Het is een grote, overwegend zwarte vogel met een forse snavel en gele ogen. Kenmerkend is een witte vlek op de vleugel en witte vlekken op het einde van de buitenste staartpennen.

## Voorkomen
De zwarte klauwierkraai komt alleen voor op Tasmanië waar drie ondersoorten worden onderscheiden:
- S. f. fuliginosa  (Tasmanië)
- S. f. parvior  (Flinderseiland)
- S. f. colei  (Kingeiland)

De vogel leeft in verschillende habitats zoals montaan bos maar ook gebieden met struikgewas langs kusten of open terrein zoals weilanden, parken in buitenwijken en stranden waar ze foerageren tussen rottende zeewier.

## Status
De zwarte klauwierkraai heeft een beperkt verspreidingsgebied en daardoor is de kans op de status  kwetsbaar (voor uitsterven) mogelijk. De grootte van de populatie is niet gekwantificeerd, maar de vogel is zeer algemeen. Om deze redenen staat deze klauwierkraai  als niet bedreigd op de Rode Lijst van de IUCN.

## Foto's

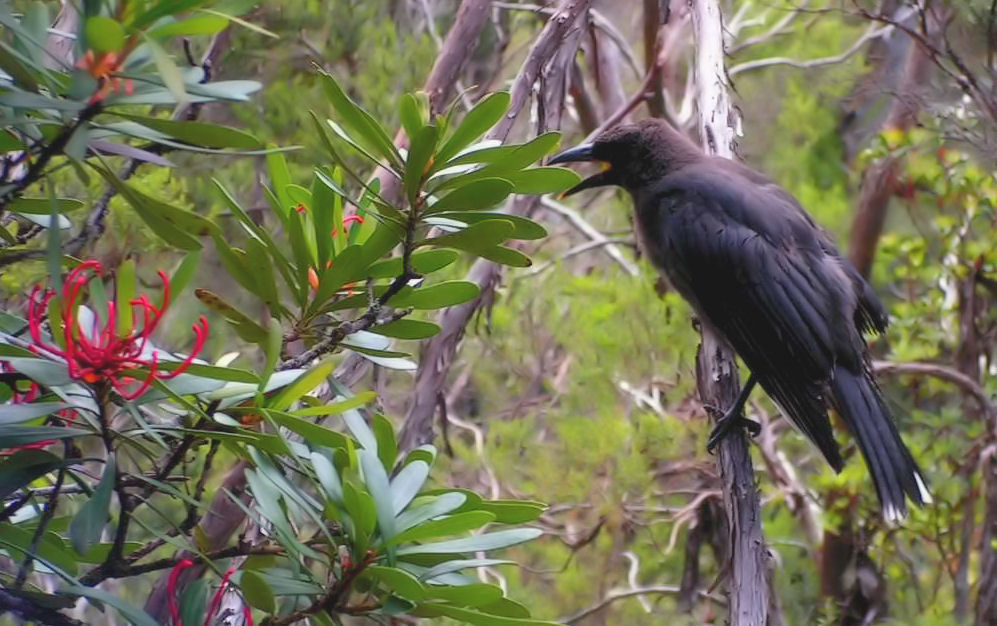
Zwarte klauwierkraai gefotografeerd in het nationale park  Cradle Mountain-Lake St Clair.
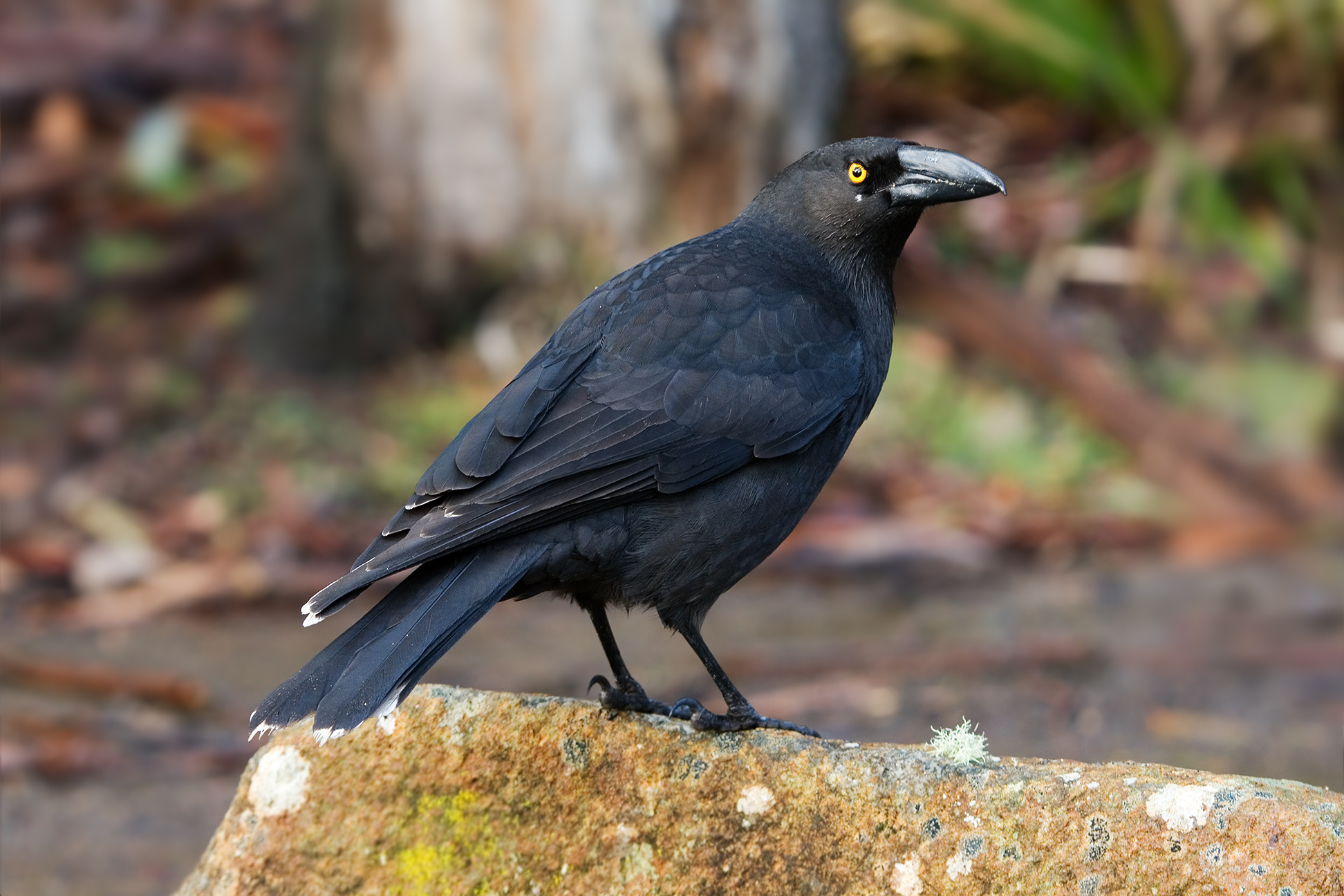